# 齊萊巴赫
齊萊巴赫是瑞士的城鎮，位於該國中西部，由伯恩州負責管轄，面積1.92平方公里，海拔高度460米，2011年人口328，七成半人口信奉基督教，人口密度每平方公里171人。